# Vajdasági Magyar Ifjúsági Központ (VMIK)
A Vajdasági Magyar Ifjúsági Központ (VMIK) nonprofit ifjúsági civil szervezet Szerbiában, központja Újvidéken van. Tevékenységi köre: képzések, ifjúsági bálok és ifjúsági etno táborok szervezése.
Programjai között szerepelnek ismeretterjesztő előadások, vitafórumok, társasestek, különféle vetélkedők és más rendezvények. Feladatának tartja az Európai Uniós integrációra való felkészülést, illetve az aktív polgári részvétel népszerűsítését.
Célja, hogy segítse és összehozza a vajdasági magyar fiatalokat, erre kínálnak lehetőséget programjaikon is.

## Főbb programok
- Ifjúsági Etno Tábor
- Ifjúsági bálak
- Magyar középiskolások ballagási ünnepsége Újvidéken
- Magyar nyolcadikosok ballagási ünnepsége Újvidéken
- Európai Önkéntes Szolgálat – küldés, koordinálás
- EVS népszerűsítő előadások
- Ifjúsági szervezői képzések
- Évzáró buli

## Vezetőség
- Elnök: Kovács Birkás Zsolt
- Ügyvezető alelnök: Erdődi Edvina
- Általános alelnök:: Patarica Tímea